# Magjerë
Magjerë / Mađare (cyr. Мађаре) – wieś w Kosowie, w regionie Prizren, w gminie Malishevë/Mališevo. W 2011 roku liczyła 419 mieszkańców. 